# Касано Валкувија
Касано Валкувија (итал. Cassano Valcuvia) је насеље у Италији у округу Варезе, региону Ломбардија.
Према процени из 2011. у насељу је живело 405 становника. Насеље се налази на надморској висини од 299 м.

## Становништво
| 1936. | 1951. | 1961. | 1971. | 1981. | 1991. | 2001. | 2011. |
| ----- | ----- | ----- | ----- | ----- | ----- | ----- | ----- |
| 404   | 479   | 495   | 425   | 462   | 467   | 541   | 665   |